# Christian Jespersen
Christian Jespersen (30. august 1766 i Nexø – 30. marts 1837 sammesteds) var en dansk amtmand, bror til bl.a. Jesper Jespersen og Peder Dam Jespersen.
Han var en søn af byfoged i Nexø og Aakirkeby samt herredsfoged i Sønder Herred Niels Jespersen (1725-1793) og Barthe Marie f. Dam (1740-1820), blev 1786 privat dimitteret til Københavns Universitet, forberedte sig derpå til at tage latinsk-juridisk embedseksamen, men måtte indskrænke sig til 1787 at tage dansk-juridisk eksamen for at kunne blive konstitueret til at bestyre sin syge faders embede, der ved dennes død definitivt overdroges ham 1793. 1. februar 1809 blev han tillige konstitueret som amtmand over Bornholms Amt og fik 4. juli 1815 kgl. udnævnelse i dette embede, men fratrådte samtidig embedet som by- og herredsfoged m.v. Fra 25. september 1809 var han medlem af Overkriminalretten på Bornholm. 23. marts 1832 blev han medlem af den forsamling af 35 "oplyste mænd", der skulle tage den påtænkte provinsialstænderordning under overvejelse. 25. maj 1826 blev Jespersen Ridder af Dannebrog og 11. august 1829 Dannebrogsmand. Han døde i Nexø 30. marts 1837.
Ved forskellige lejligheder fremhæves han – der 1809 var blevet udnævnt til justitsråd – som en ualmindelig duelig og indsigtsfuld embedsmand, der besad et nøje kendskab til de for Bornholm ejendommelige forhold. Sin interesse for landøkonomiske spørgsmål lagde han bl.a. for dagen ved forskellige mindre bidrag til tidsskrifter.
Han blev 11. november 1793 gift med Elisabeth Cathrine Smith Heiberg (10. november 1769 på Strømnæsgård på Askø ved Bergen – 21. juli 1830 i Nexø), en datter af amtmand Christen Heiberg.